# EPB41L1
EPB41L1 (protein 1 sličan bandu 4.1 je protein koji je kod ljudi kodiran  genom.
Eritrocitni membranski protein band 4.1 (EPB41) je multifunkcioni protein koji posreduje interakcije između eritrocitnog citoskeletona i okružujuće ćelijske membrane. Ovaj protein je visoko zastupljen u neuronima. On je strukturno sličan sa EPB41. EPB41L1 se vezuje za i stabilizuje D2 i D3 dopaminske receptore u neuronskoj ćelijskoj membrani. Višestruke transkriptne varijante kodiraju različite izoforme. Do sada su dve izoforme ispitane.

## Interakcije
Poznato je da EPB41L1 formira interakcije sa ITPR1, dopaminskim receptorom D2, dopaminskim receptorom D3,  i proteinom 1 nukleusnog mitotičkog aparata.

## Literatura
- Calinisan V; Gravem D; Chen RP (2006). „New insights into potential functions for the protein 4.1 superfamily of proteins in kidney epithelium.”. Front. Biosci. 11: 1646—66. PMID 16368544. doi:10.2741/1911.
- Nagase T; Ishikawa K; Nakajima D (1997). „Prediction of the coding sequences of unidentified human genes. VII. The complete sequences of 100 new cDNA clones from brain which can code for large proteins in vitro.”. DNA Res. 4 (2): 141—50. PMID 9205841. doi:10.1093/dnares/4.2.141.
- Walensky LD; Blackshaw S; Liao D (1999). „A novel neuron-enriched homolog of the erythrocyte membrane cytoskeletal protein 4.1.”. J. Neurosci. 19 (15): 6457—67. PMID 10414974.
- Ye K; Compton DA; Lai MM (2000). „Protein 4.1N binding to nuclear mitotic apparatus protein in PC12 cells mediates the antiproliferative actions of nerve growth factor.”. J. Neurosci. 19 (24): 10747—56. PMID 10594058.
- Shen L, Liang F, Walensky LD, Huganir RL (2001). „Regulation of AMPA receptor GluR1 subunit surface expression by a 4. 1N-linked actin cytoskeletal association.”. J. Neurosci. 20 (21): 7932—40. PMID 11050113.
- Ye K; Hurt KJ; Wu FY (2001). „Pike. A nuclear gtpase that enhances PI3kinase activity and is regulated by protein 4.1N.”. Cell. 103 (6): 919—30. PMID 11136977. doi:10.1016/S0092-8674(00)00195-1.
- Deloukas P; Matthews LH; Ashurst J (2002). „The DNA sequence and comparative analysis of human chromosome 20.”. Nature. 414 (6866): 865—71. PMID 11780052. doi:10.1038/414865a.
- Binda AV, Kabbani N, Lin R, Levenson R (2002). „D2 and D3 dopamine receptor cell surface localization mediated by interaction with protein 4.1N.”. Mol. Pharmacol. 62 (3): 507—13. PMID 12181426. doi:10.1124/mol.62.3.507.
- Zhang S; Mizutani A; Hisatsune C (2003). „Protein 4.1N is required for translocation of inositol 1,4,5-trisphosphate receptor type 1 to the basolateral membrane domain in polarized Madin-Darby canine kidney cells.”. J. Biol. Chem. 278 (6): 4048—56. PMC 2366074 . PMID 12444087. doi:10.1074/jbc.M209960200.
- Strausberg RL; Feingold EA; Grouse LH (2003). „Generation and initial analysis of more than 15,000 full-length human and mouse cDNA sequences.”. Proc. Natl. Acad. Sci. U.S.A. 99 (26): 16899—903. PMC 139241 . PMID 12477932. doi:10.1073/pnas.242603899.
- Coleman SK; Cai C; Mottershead DG (2003). „Surface expression of GluR-D AMPA receptor is dependent on an interaction between its C-terminal domain and a 4.1 protein.”. J. Neurosci. 23 (3): 798—806. PMID 12574408.
- Maximov A, Tang TS, Bezprozvanny I (2003). „Association of the type 1 inositol (1,4,5)-trisphosphate receptor with 4.1N protein in neurons.”. Mol. Cell. Neurosci. 22 (2): 271—83. PMID 12676536. doi:10.1016/S1044-7431(02)00027-1.
- Nagaraja GM, Kandpal RP (2004). „Chromosome 13q12 encoded Rho GTPase activating protein suppresses growth of breast carcinoma cells, and yeast two-hybrid screen shows its interaction with several proteins.”. Biochem. Biophys. Res. Commun. 313 (3): 654—65. PMID 14697242. doi:10.1016/j.bbrc.2003.12.001.
- Ota T; Suzuki Y; Nishikawa T (2004). „Complete sequencing and characterization of 21,243 full-length human cDNAs.”. Nat. Genet. 36 (1): 40—5. PMID 14702039. doi:10.1038/ng1285.
- Ballif BA; Villén J; Beausoleil SA (2005). „Phosphoproteomic analysis of the developing mouse brain.”. Mol. Cell Proteomics. 3 (11): 1093—101. PMID 15345747. doi:10.1074/mcp.M400085-MCP200.
- Gerhard DS; Wagner L; Feingold EA (2004). „The status, quality, and expansion of the NIH full-length cDNA project: the Mammalian Gene Collection (MGC).”. Genome Res. 14 (10B): 2121—7. PMC 528928 . PMID 15489334. doi:10.1101/gr.2596504.
- Beausoleil SA; Villén J; Gerber SA (2006). „A probability-based approach for high-throughput protein phosphorylation analysis and site localization.”. Nat. Biotechnol. 24 (10): 1285—92. PMID 16964243. doi:10.1038/nbt1240.

{{refend